# Tamacol
Tamacol är en ort i Mexiko.   Den ligger i kommunen Tamazunchale och delstaten San Luis Potosí, i den sydöstra delen av landet, 200 km norr om huvudstaden Mexico City. Tamacol ligger 504 meter över havet och antalet invånare är 665.
Terrängen runt Tamacol är kuperad åt sydost, men åt nordväst är den bergig. Terrängen runt Tamacol sluttar österut. Runt Tamacol är det ganska tätbefolkat, med 56 invånare per kvadratkilometer. Närmaste större samhälle är Tamazunchale, 4,6 km nordost om Tamacol. I omgivningarna runt Tamacol växer huvudsakligen savannskog.